# Cục nợ đáng yêu (phim truyền hình)
Cục nợ đáng yêu (tên tiếng Anh: Hello Missfortune; tiếng Hoa: 愛上我的衰神) là bộ phim truyền hình Hồng Kông thuộc thể loại tâm lý-tình cảm do TVB sản xuất. Phim có sự tham gia diễn xuất của Hồ Hồng Quân, Trần Gia Tuệ, La Lan,Mã Quán Đông, Mạch Mỹ Ân, Trịnh Tử Thành, Tạ Tuyết Tâm, Lộc Á Vy và Hứa Tuấn Hào.

## Nội dung
Qua đời sau tai nạn giao thông, cô gái 17 tuổi Phan Tiểu Du (do Trần Gia Tuệ đóng) đi vào chiều không gian khác, được gia nhập ban quản lý nhân sinh, có nhiệm vụ quản lý con người ở nhân gian, dựa trên luật nhân quả.
Đối tượng mà Tiểu Du phải quản lý đó là Trần Bắc Hà (do Hồ Hồng Quân đóng), một anh chàng giao thức ăn nhanh, tính tình hiền lành, tốt bụng và có phần cam chịu. Bắc Hà hàng ngày dãi nắng dầm mưa tích cóp từng đồng để lo cho bà nội và trả số nợ cờ bạc của ba mình, nhưng dường như gia đình lại thờ ơ. Những rắc rối càng lúc càng nhiều, khiến Bắc Hà cảm thấy khó thở. Anh không biết rằng những vận xui liên tiếp đeo bám, một phần do “cục nợ” Tiểu Du gây ra.
Từ áy náy đến thương xót rồi cảm mến Bắc Hà lúc nào không hay, Tiểu Du vượt qua ranh giới, tìm mọi cách giúp đỡ anh. Bắc Hà cũng dần cảm nhận sự hiện diện của cô gái thần bí này.

## Diễn viên

### Cục Quản lý Nhân sinh
| Diễn viên                        | Vai diễn        | Miêu tả |
| -------------------------------- | --------------- | ------- |
| Trịnh Tử Thành                   | Tư Mã Côn Lôn   |         |
| Mã Quán Đông                     | Bàng Diệu Thiên |         |
| Mạch Mỹ Ân                       | Bao Tú Ngọc     |         |
| Lý Tử Hân (lúc nhỏ - 6 tuổi)     | Phan Tiểu Du    |         |
| Âu Minh Diệu (lúc trẻ - 17 tuổi) | Phan Tiểu Du    |         |
| Trần Gia Tuệ (24 tuổi)           | Phan Tiểu Du    |         |
| Diêu Hoằng Viễn                  | Justin          |         |
| Văn Thuân Vĩ                     | Daniel          |         |
| Phùng Tử Lương                   | Joey            |         |
| Lâm Khả Duyệt                    | Rachel          |         |

### Nhà họ Trần
| Diễn viên                 | Vai diễn    | Miêu tả |
| ------------------------- | ----------- | ------- |
| La Lan                    | Lâm Tứ Muội |         |
| Lý Cương                  | Trần Xuyên  |         |
| Đặng Khiết Vân            |             |         |
| Ngô Bội Như               | Trần Lệ Chi |         |
| Phùng Hạo Dương (lúc trẻ) | Trần Bắc Hà |         |
| Hồ Hồng Quân              | Trần Bắc Hà |         |

### Nhân vật khác
| Diễn viên         | Vai diễn             | Miêu tả |
| ----------------- | -------------------- | ------- |
| Tạ Tuyết Tâm      | Bàng Dương Gia Thiến |         |
| Lộc Á Vy          | Thẩm Hân             |         |
| Hứa Tuấn Hào      | Đậu Triết Nhân       |         |
| Trình Hạo Tuấn    | Chung Chí Bân        |         |
| C Quân            | Phát                 |         |
| Vĩ Liệt           | Lý Quán Liệt         |         |
| Triệu Lạc Hiền    | Phan Hạo Nhiên       |         |
| Chu Lệ Hân        | Ngũ Huệ Di           |         |
| Đặng Y Đình       |                      |         |
| Đàm Vĩnh Hạo      | Lư Học Dương         |         |
| Tăng Huệ Vân      | Daisy                |         |
| Hoàng Nhuận Thành |                      |         |
| Lý Hiển Diệu      |                      |         |
| Ngũ Phú Kiều      |                      |         |
| Hoàng Hạo Đình    |                      |         |
| Chu Diệc Bằng     |                      |         |
| Viên Trấn Nghiệp  |                      |         |
| Chu Phi Phi       |                      |         |
| Ngụy Huệ Văn      |                      |         |
| Tô Lệ Minh        |                      |         |
| Đặng Trí Kiên     |                      |         |
| Lâm Tuấn Kỳ       |                      |         |

## Tập phim
Dựa trên thông số dữ liệu số người xem trực tiếp từ kênh TVB Jade:
| Tuần phim | Tập phim | Ngày phát sóng                  | Số điểm   | Ghi chú |
| --------- | -------- | ------------------------------- | --------- | ------- |
| 1         | 01 - 05  | 27 tháng 12 - 31 tháng 12, 2021 | 15,9 điểm |         |
| 2         | 06 - 10  | 3 tháng 1 - 7 tháng 1, 2021     | 17,7 điểm |         |
| Tổng      | Tổng     | Tổng                            | 16,8 điểm |         |

## Dật sự
- Đây là bộ phim truyền hình đầu tiên của Trần Gia Tuệ đảm nhận vai trò nữ diễn viên chính.
- Đây là bộ phim truyền hình TVB đầu tiên tham gia của Lộc Á Vy đồng thời cũng là bộ phim đầu tiên của Hứa Tuần Hào đảm nhận vai chính.[6]